# 김지훈 (축구 선수)
김지훈(金志勳, 1997년 9월 30일 ~ )은 대한민국의 축구 선수이며 포지션은 풀백이다.

## 유소년 경력
김지훈은 원주공고에서 축구생활을 하였다. 빠른 스피드와 전후반 내내 지치지 않는 강한 체력이 인상적인 김지훈은 고교 대회에서 꾸준히 좋은 활약을 펼쳤다. 이를 눈여겨본 스카우트가 마틴 레니 감독에게 추천하여 2015년 7월 서울 이랜드 FC의 유니폼을 입고 청춘 FC와의 맞대결에서 후반전에 깜짝 등장하였다.

## 클럽 경력

### 서울 이랜드 FC
2016년 1월 구단 테스트를 거쳐 K리그 챌린지의 서울 이랜드 FC에 자유선발로 입단하였다. 계약기간은 5년이다.

#### 포천 시민축구단
2019년 1월 10일 김지훈의 원 소속팀인 서울 이랜드 FC는 김지훈이 포천 시민축구단으로 임대되었음을 발표했다.

### 서울 이랜드 FC
2020년 1월 계약기간이 1년 남았으나, 계약을 해지하고 팀을 떠났다.